# Madeleine Steck
Madeleine Caroline Steck (* 31. Januar 2002 in Stuttgart) ist eine ehemalige deutsche Fußballspielerin.

## Karriere

### Vereine
Aus der B-Jugendmannschaft des VfL Sindelfingen hervorgegangen, rückte Steck im Alter von 16 Jahren in die Erste Mannschaft auf und kam während der Saison 2017/18 in der seinerzeit zweigleisigen 2. Bundesliga in sieben Punktspielen zum Einsatz. Ihr Debüt im Seniorinnenbereich gab sie am 11. März 2018 (14. Spieltag) beim 2:0-Sieg im Heimspiel gegen die Zweitvertretung des SC Freiburg. Anschließend wechselte die Abwehrspielerin nach Frankfurt und bestritt in zwei Saisons 34 Punktspiele für den 1. FFC Frankfurt II in der nunmehr eingleisigen 2. Bundesliga. Am letzten Spieltag der Saison 2019/20 spielte sie erstmals für die Erste Mannschaft, die ihr Heimspiel am 28. Juni 2020 (22. Spieltag) mit 0:2 gegen den SC Freiburg verlor.
Mit Beginn der Saison 2020/21, der zuvor erfolgten Auflösung des 1. FFC Frankfurt und der damit verbundenen Fusion mit Eintracht Frankfurt kam Steck nunmehr für die Eintracht je zweimal in der Bundesliga und im DFB-Pokal-Wettbewerb zum Einsatz, wie auch je einmal am 19. Dezember 2021 (12. Spieltag) beim 2:0-Sieg im Auswärtsspiel gegen den SC Sand und am 26. September 2021 im Zweitrunden-Pokalspiel beim 5:0-Sieg beim 1. FC Nürnberg. Vom 24. März 2021 bis zum 28. Mai 2023 bestritt sie 37 Punktspiele für Eintracht Frankfurt II in der 2. Bundesliga, in denen ihr mit drei Toren die ersten im Seniorinnenbereich gelangen.
Zur Saison 2023/24 wurde sie vom Bundesligaaufsteiger 1. FC Nürnberg verpflichtet. Nach insgesamt 43 Punktspielen in der Bundesliga und zuletzt in der 2. Bundesliga (letztes Spiel am 3. Mai 2025) gab sie ihr Karriereende am 8. Mai 2025 bekannt.

### Nationalmannschaft
Steck spielt seit der U15-Nationalmannschaft für die DFB-Nachwuchs-Nationalmannschaften. Mit der U17-Nationalmannschaft nahm sie an der vom 5. bis 17. Mai 2019 in Bulgarien ausgetragenen Europameisterschaft teil, bestritt alle fünf Turnierspiele und gehörte der Finalmannschaft an, die in Albena gegen die U17-Nationalmannschaft der Niederlande mit 3:2 im Elfmeterschießen den Titel gewann. Seit dem 26. November 2021 spielt sie für die U20-Nationalmannschaft.

## Erfolge
- U17-Europameister 2019